# Maria Cebotari
Maria Cebotari (rodným jménem Maria Ciubotaru; 10. února 1910 Kišiněv – 9. června 1949 Vídeň) byla moldavsko-rumunská operní pěvkyně, sopranistka a herečka, která se stala jednou z největších hvězd německé opery 30. a 40. let 20. století. Beniamino Gigli ji označil za jeden z největších ženských hlasů, jaký kdy slyšel. Richard Strauss ji popsal jako „nejlepší univerzálku na evropské scéně". Herbert von Karajan během rozhovoru pro BBC desetiletí po její smrti prohlásil, že byla největší Madame Butterfly, jakou kdy viděl.

## Život
Vystudovala zpěv na Kišiněvské konzervatoři. V roce 1929 nastoupila do Moskevské umělecké divadelní společnosti jako herečka. Brzy se provdala za vedoucího této společnosti, o třicet let staršího herce a režizéra Alexandra Vyrubova. Když se společnost přestěhovala do Berlína, studovala tam tři měsíce zpěv u Oskara Daniela a debutovala 15. března 1931 v roli Mimi v Pucciniho Bohémě v drážďanské Semperova opeře. Bruno Walter ji pak pozval na Salcburský festival, kde zpívala part Eurikdiky z Gluckově opery Orfeus a Eurydika.
V roce 1935 zpívala roli Aminty ve světové premiéře opery Mlčenlivá žena Richarda Strausse pod vedením Karla Böhma v drážďanské opeře. Strauss jí pak doporučil, aby se přestěhovala do Berlína. V roce 1936 nastoupila do Berlínské státní opery, kde byla primadonou až do roku 1946. Zpívala Susannu ve Figarově svatbě, Zerlinu v Don Giovannim nebo Sophii v Růžovém kavalírovi. Se souborem drážďanské opery vystoupila i v Covent Garden v Londýně, ve Vídeňské státní opeře či v La Scale v Miláně.
V roce 1938 se rozvedla s hrabětem Virubovem a provdala se za rakouského herce Gustava Diessla, se kterým měla dva syny. V roce 1946 opustila Berlín a nastoupila do Vídeňské státní opery. Zpívala zde titulní roli v Salome, Donnu Annu v Donu Giovannim nebo hraběnku Almavivu ve Figarově svatbě.
Její manžel Gustav Diessl zemřel na infarkt 20. března 1948. Ona ho dlouho nepřežila. Již během představení Figarovy svatby v La Scale počátkem roku 1949 trpěla silnými bolestmi. Lékaři to však nebrali vážně. 31. března 1949 se během představení operety Carla Millöckera Žebravý student zhroutila. Během následné operace 4. dubna našli lékaři rakovinu v jejích játrech a slinivce břišní. Zemřela na tyto nemoci 9. června 1949 ve Vídni. Jejího pohřbu se zúčastnily tisíce lidí. Britský klavírista Clifford Curzon adoptoval její dva syny.

## Etnicita a politika
V Moldavsku je Cebotari vnímána rozporuplně, a to především proto, že sama sebe vždy označovala za Rumunku. Dokument režiséra Victora Druca Aria o jejím životě čelil v Moldavsku potížím při promítání ještě v roce 2005, právě kvůli části filmu, kde je tato její identifikace s rumunským národem zdůrazňována. O to, zda jsou Moldavané samostatný národ, nebo zda jsou větví národa rumunského, se v Moldavsku mnohá léta vede politický boj, který má mnohé geopolitické souvislosti.
Jisté rozpaky také vyvolává, že celou druhou světovou válku působila v nacistickém Německu, a hrála rovněž v některých filmech, které kritici vnímají jako propagandistické – jde především o rumunsko-italský snímek Oděsa v plamenech z roku 1942, který vzdává poctu rumunským jednotkám, jež z Moldavska vytlačily Rudou armádu, která ho obsadila v roce 1940. Ten lze vnímat jako protisovětský a vzhledem k celkovému kontextu jako propagandu sil hitlerovské koalice Osa, jíž Rumunsko tehdy bylo součástí.